# 奥田朋恵
奥田 朋恵（おくだ ともえ）は日本の編集助手。日本映画学校（現・日本映画大学）卒業。

## 主な作品

### 映画 ／ テレビ
2006
- 『天国は待ってくれる』（見習い・2007年2月10日(土)公開）
- 『恋しくて』（見習い・2007年4月14日(土)公開）
- 『自虐の詩』（助手・2007年10月27日(土)公開）

2007
- 『闇の子供たち』（助手(セカンド)・2008年8月2日(土)公開）
- 『百万円と苦虫女』（助手・2008年7月19日(土)公開）
- 『俺たちに明日はないッス』（助手・2008年11月22日公開）

2008
- 『K-20 怪人二十面相・伝』（助手(セカンド)・2008年12月20日(土)公開）
- 『真夏の夜の夢』（助手・2009年7月25日(土)公開）
- 『吉高由里子20歳、奈良着。〜小さな恋のお手伝い〜』（2008年関西テレビ）

2009
- 『カフェ・ソウル』（助手・2009年7月18日(土)公開）
- 『スープ・オペラ』（助手・2010年10月2日(土)公開）
- 『森崎書店の日々』（助手・2010年10月23日(土)公開）

2010
- 『オカンの嫁入り』（助手・2010年9月4日(土)公開）
- 『海炭市叙景』（助手・2010年12月18日(土)公開）
- 『太平洋の奇跡 -フォックスと呼ばれた男-』（助手(セカンド)・2011年2月11日(金)公開）
- 『高校デビュー』（助手・2011年4月1日(金)公開）
- 『逆転のシンデレラ』（助手・2012年6月23日(土)公開）

2011
- 『ロボジー』（助手・2012年1月14日(土)公開）
- 『宇宙兄弟』（助手・2012年5月5日(土)公開）
- 『『ロボジー』サイドストーリー』（2012年）
- 『ふがいない僕は空を見た』（応援・2012年11月17日(土)公開）

2012
- 『コレカラ』（助手・auビデオパス）
- 『クロユリ団地』（助手・2013年5月18日(土)公開）
- 『四十九日のレシピ』（応援・2013年11月9日(土)公開）
- 『乙女のレシピ』（技師・2013年9月21日(土)公開）

2013
- 『クロユリ団地〜序章〜』（助手／仕上げ担当・TBS）
- 『オー!ファーザー』（助手・2014年5月24日(土)公開）
- 『MONSTERZ モンスターズ』（助手・2014年5月30日(金)公開）
- 『太秦ライムライト』（応援・2014年6月14日(土)公開）

2014
- 『人生サイコウ!』（技師・2014年沖縄国際映画祭）
- 『ひとまずすすめ』（技師・2015年6月6日(土)公開）
- 『うみやまあひだ』（助手・2015年4月24日(金)公開）